# قلفونية

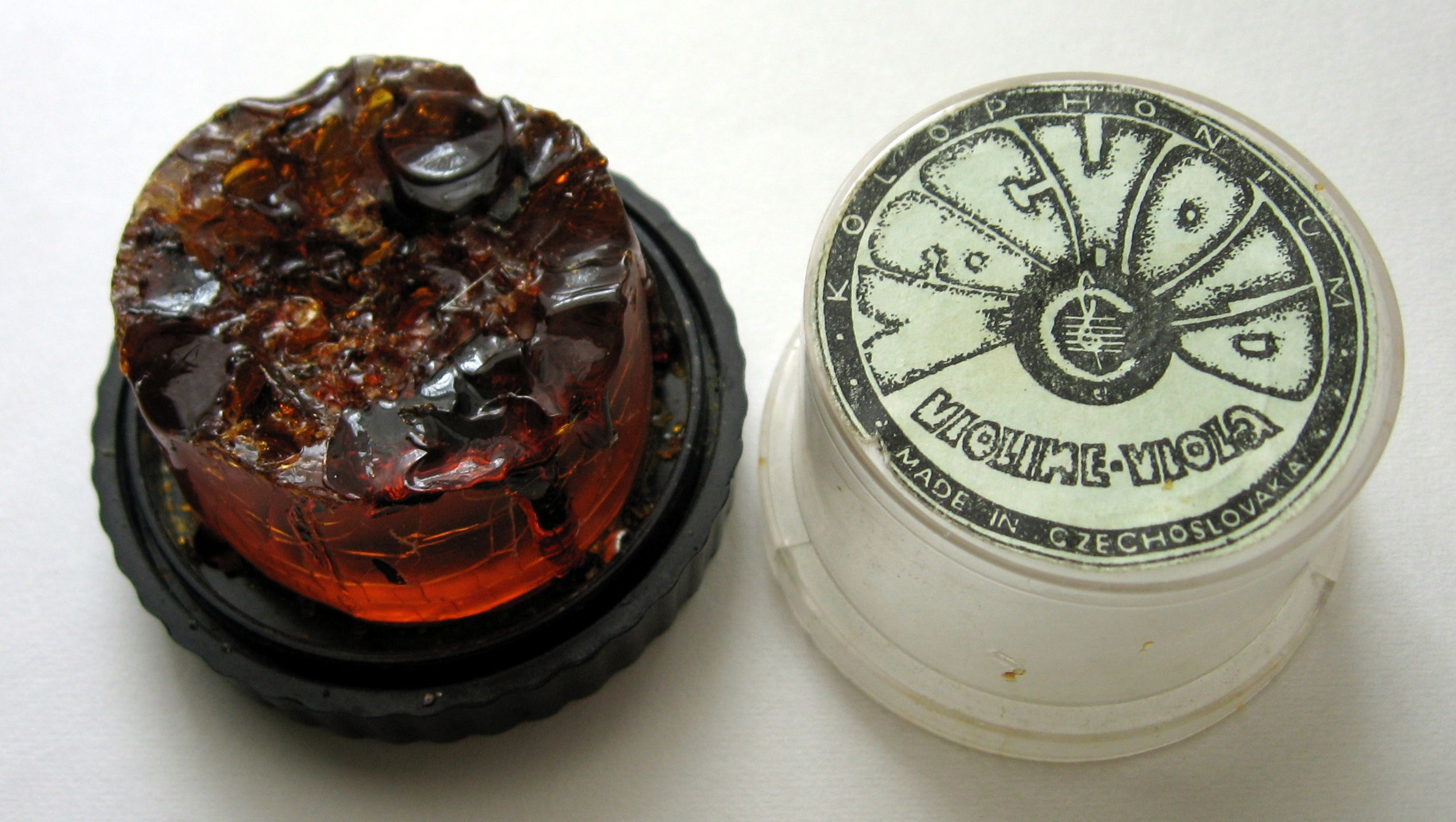
قطعة قلفونية، والتي تستخدم عادة من قبل عازفي الكمان، وكذلك من أجل اللحام بالقصدير.

القَلْفُونية أو صمغ الصنوبر هي مادة راتنجية صلبة تستحصل عادةً من الصنوبر ومن بعض أشجار المخروطيات الأخرى، وذلك من إجراء عملية تقطير زيت التربين الطيار من التربين الخام.
توجد المادة على شكل جسم صلب شبه شفاف يتفاوت لونه من الأصفر إلى الأسود. تتكون المادة كيميائياً من عدة أحماض راتنجية مختلفة، خاصة حمض الأبيتيك.
تعد كلمة قلفونية تعريباً لكلمة "colophony"، والتي تعود أصولها إلى مدينة كولوفون الإيونية القديمة.